# Nokia 1280
El Nokia 1280 es un teléfono móvil GSM ultrabásico de doble banda asequible fabricado por Nokia anunciado en noviembre de 2009 y lanzado en marzo de 2010 para países en desarrollo. Tiene un diseño clásico de barra de caramelo, diseñado para ser liviano y duradero. Su gemelo relacionado es Nokia 103, que se envía en pequeñas cantidades en los mercados desarrollados.

## Características
Radio FM estéreo incorporada, altavoz, linterna, calendario, entrada de texto predictivo, cubiertas de colores intercambiables y tres juegos (los juegos en negrita especifican su disponibilidad en una región determinada: Bounce, Rapid Roll, Snake Xenzia, Beach Rally).